# Сарозеро (урочище, Карелия)
Са́розеро — заброшенная деревня на берегу озера Сарозеро. Входила в составе Бураковского общества Авдеевской волости Пудожского уезда Олонецкой губернии. В настоящее время урочище.

## Сведения
Согласно «Списку населенных мест Олонецкой губернии», деревня находилась при одноимённом озере, «по проселочной дороге от г. Пудожа на г. Повенец», имелись часовня православная и обывательская станция. Имевшийся скот: 3 лошади, 5 коров и 8 голов прочего скота.
Расстояние от деревни от уездного города и почтового отделения — 25 верст, от волостного правления — 15 верст, от пароходной пристани — 36 верст.
Деревня принадлежала Авдеевскому сельсовету и находится в 17 км от деревни Авдеево в сторону Пудожа. На 1966 год деревня уже была заброшена.

## Население
- 1873 год — 31 человек: мужского пола было 24, женского — 27. Дворов — 8.
- 1905 год — 54 человека: мужского пола было 21, женского — 33. Семей 7, дворов — 7.